# Кенет (Белуно)
Кенет (итал. Chenet) је насеље у Италији у округу Белуно, региону Венето.
Према процени из 2011. у насељу је живело 55 становника. Насеље се налази на надморској висини од 901 м.